# Araeopteron proleuca
Araeopteron proleuca là một loài bướm đêm trong họ Erebidae.